# Please Please Me
Please Please Me este primul album înregistrat de The Beatles, lansat la 22 martie 1963 în Regatul Unit în grabă pentru a valorifica succesul pieselor "Please Please Me" (#2)  și "Love Me Do" (#17).
Dintre cele paisprezece melodii de pe album, opt au fost scrise de Lennon/McCartney.

## Înregistrare și lansare
În ziua de luni, 11 februarie 1963, la Abbey Road Studios, Beatles și George Martin au început înregistrarea pieselor de pe album pe care au terminat-o 585 minute mai tarziu (9 ore si 45 minute). Piesa "Hold me tight" a fost înregistrată în timpul sesiunii, dar nu a fost inclusă pe listă. "Hold me tight" a fost înregistrată din nou, la 12 septembrie 1963 pentru albumul With The Beatles.

## Track list

### Side one
1. "I Saw Her Standing There" – 2:55
2. "Misery" – 1:50
3. "Anna (Go to Him)" (Arthur Alexander) – 2:57
4. "Chains" (Gerry Goffin, Carole King) – 2:26
5. "Boys" (Luther Dixon, Wes Farrell) – 2:27
6. "Ask Me Why" – 2:27
7. "Please Please Me" – 2:04

### Side two
1. "Love Me Do" – 2:22
2. "P.S. I Love You" – 2:05
3. "Baby It's You" (Mack David, Barney Williams, Burt Bacharach) – 2:38
4. "Do You Want to Know a Secret" – 1:59
5. "A Taste of Honey" (Bobby Scott, Ric Marlow) – 2:05
6. "There's a Place" – 1:52
7. "Twist and Shout" (Phil Medley, Bert Russell) – 2:33